# Yeremizino-Borísovskaya
Yeremizino-Borísovskaya (del ruso: Еремизино-Борисовская) es una stanitsa del raión de Tijoretsk del krai de Krasnodar, en Rusia. Está situada a orillas del río Borísovka, afluente del río Chelbas, 32 km al sudeste de Tijoretsk y 136 km al nordeste de Krasnodar, la capital del krai. Tenía 1 850 habitantes en 2010.
Es cabeza del municipio Yeremizino-Borísovkoye, al que pertenece también el jútor Ukrainski.

## Historia
Fue fundada en 1926.